# عرس العليا (حجر)
'

تعديل مصدري - تعديل

عرس العليا هي إحدى قرى عزلة الجول بمديرية حجر التابعة لمحافظة حضرموت، بلغ تعداد سكانها 129 نسمة حسب تعداد اليمن لعام 2004.